# 住厭城
住厭城（「すみあきじょう」または「すみあくじょう」）は、福岡県久留米市御井町にあった日本の城（山城）。

## 構造
高良山山頂から西方の標高約310mの尾根に位置する。尾根の最高部に東西100m、南北20mほどの主郭があり、切通しを挟んで西側に東西50m、南北10mの二郭、さらにその西に東西50m、南北25mの三郭があった。主郭の南側と南東側に土塁と切通し、三郭の北側に30条の畝状竪堀群が残り、北側を防御正面としていた。
耳納スカイラインの道路沿いに「杉城跡」の標識がある。

## 歴史

### 南北朝時代
城がある尾根には高良大社が鎮座していたが、南北朝時代に大社を現在地に移し、その跡地に山城を築いたのが住厭城の由来とされる。1336年（延元元年・建武3年）、肥後国の菊池武敏が住厭城と別所城（毘沙門岳城）を本拠地にして大宰府の少弐氏を攻撃した記録があり、『高良山地名之事』には「菊池氏ハ千五百騎ニテ籠城也（菊池氏は1,500騎にて籠城なり）」とあることから、それまでには城が存在していたことになる。1359年（正平14年・延文4年）には、菊池武光に奉じられた南朝方の征西将軍懐良親王が布陣し、北朝方の少弐氏・大友氏と対決した（筑後川の戦い）。1372年（文中元年・応安5年）には、大宰府陥落の際の征西府が設置された。

### 戦国時代
戦国時代の1564年（永禄7年）、筑後国に進軍した大友義鎮は住厭城を本陣に筑後国平定を進めた。高良山の座主である良寛も義鎮に従った。
1580年（天正8年）に筑後国に侵攻した龍造寺隆信が久留米城と住厭城を攻めた際、良寛は追放された。1584年（天正12年）に龍造寺隆信が沖田畷の戦いで討死になると、大友方の立花道雪と高橋紹運が高良山に布陣し筑後国の龍造寺勢力を一掃したが、この時に布陣したのは住厭城とされている。1586年（天正14年）に島津家久が高良山に攻めこんだ際、高良山の神社仏閣や集落と共に焼亡した。廃城年代は不明である。